# جان سميث (متزلجة)
جان سميث (بالإنجليزية: Jan Smith)‏ هي متزلجة أمريكية، ولدت في 20 أبريل 1945 في روتشستر في الولايات المتحدة.

## وصلات خارجية
- جان سميث على موقع SpeedSkatingBase.eu (الإنجليزية)
- جان سميث على موقع SpeedSkatingNews.info (الإنجليزية)
- جان سميث على موقع SpeedSkatingStats.com (الإنجليزية)
- جان سميث على موقع اللجنة الأولمبية الدولية (الإنجليزية)
- جان سميث على موقع أوليمبيديا (الإنجليزية)